# Molecular Psychiatry
Molecular Psychiatry è una rivista scientifica sottoposta a revisione paritaria e pubblicata mensilmente dalla Nature Publishing Group. Tratta delle ricerche nel campo della psichiatria biologica.

## Indicizzazione
Gli abstract e gli articoli della rivista sono indicizzati da:
- Current Contents
- Current Contents/Life Sciences
- EMBASE/Excerpta Medica
- MEDLINE/Index Medicus
- Neuroscience Citation Index
- PsycINFO
- Research Alert
- Science Citation Index
- Science Citation Index Expanded
- SciSearch.

Secondo il Journal Citation Reports, nel 2023 Molecular Psychiatry ha avuto un fattore di impatto pari a 9,6, classificandosi al 6º posto tra 156 riviste presenti nella categoria "Psichiatria", al 6º posto tra 273 riviste nella categoria "Neuroscienze" e all'11º posto tra 298 riviste nella categoria "Biochimica e biologia molecolare".
Secondo Google Scholar, con un indice H pari a 131, al 2025 la rivista si è posizionata al 3º posto tra le 20 principali pubblicazioni della categoria psichiatrica.